# Roman Fidelski

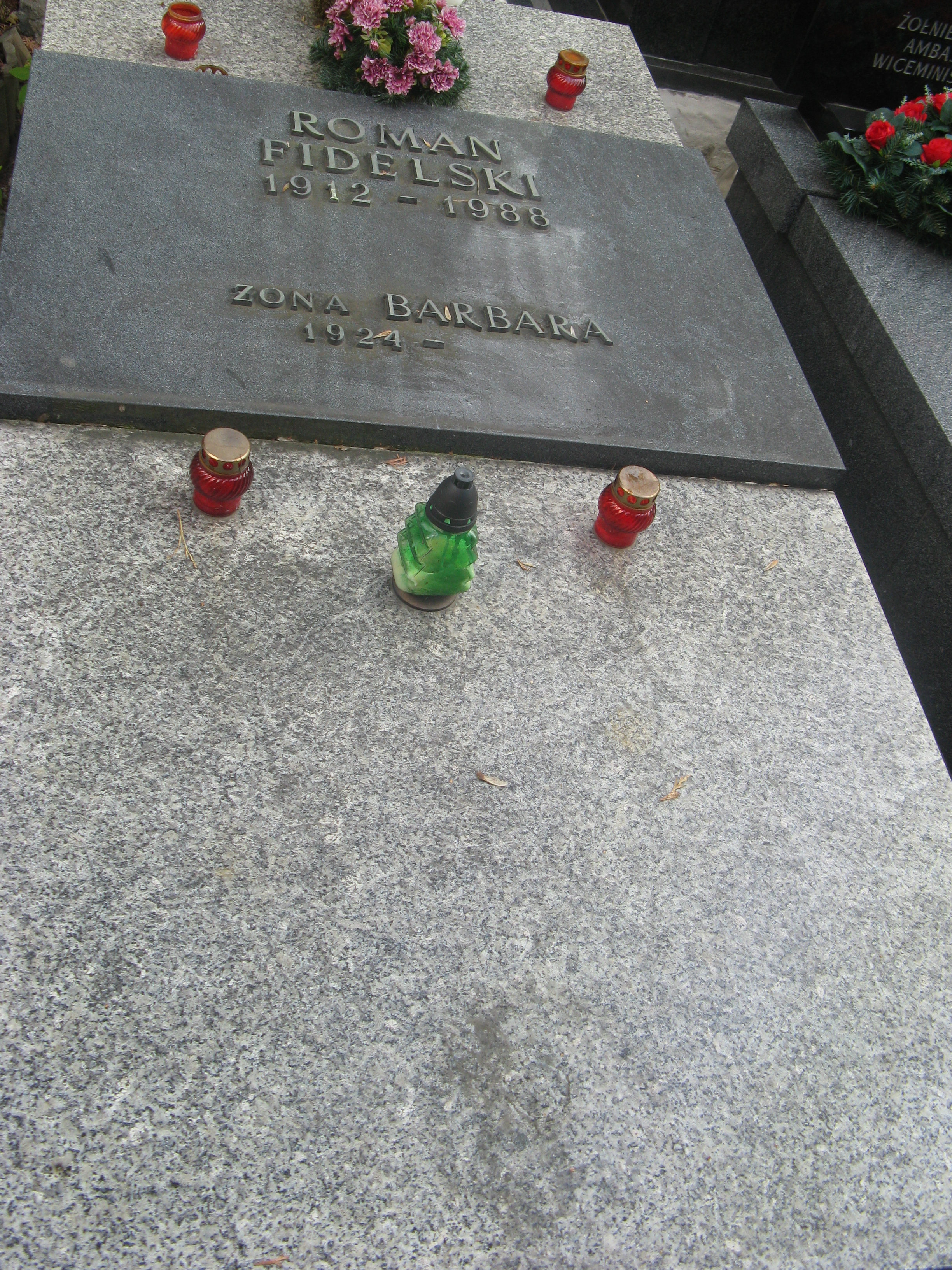
Grób Romana Fidelskiego na Cmentarzu Wojskowym na Powązkach

Roman Fidelski, urodzony jako Rubin Fliderbaum (ur. 19 stycznia 1912 w Warszawie, zm. 31 października 1988) – polski inżynier mechanik i polityk, w latach 1955–1956 minister przemysłu maszynowego.

## Życiorys
W 1938 ukończył studia na Wydziale Mechanicznym Politechniki Warszawskiej i uzyskał tytuł zawodowy inżyniera mechanika. W 1938 był majstrem w Fabryce Dykt w Piotrkowie Trybunalskim, a w 1939 inżynierem w Przedstawicielstwie Maszyn „Polam” i Przedstawicielstwie Maszyn Chemicznych „Poznańskiego”, po czym pracował elektrowni w Sarnach. Następnie do 1941 inżynier w zakładach metalurgicznych w Taganrogu, a w 1942 naczelny mechanik Chlebokombinatu w Kizlarze. W okresie 1942–1944 inżynier w zakładach metalurgicznych w Magnitogorsku, w 1945 powrócił do kraju i do 1949 był dyrektorem działu planowania Centralnego Zarządu Przemysłu Hutniczego.
W okresie 1930–1938 należał do Komunistycznego Związku Młodzieży Polski, od 1945 do Polskiej Partii Robotniczej, a następnie do Polskiej Zjednoczonej Partii Robotniczej. Od 1944 do 1945 przewodniczył zarządowi miejskiemu Związku Patriotów Polskich w Magnitogorsku, delegat na II Zjazd PZPR.
W 1949 został podsekretarzem stanu Ministerstwa Przemysłu Ciężkiego, a w 1952 Ministerstwa Przemysłu Maszynowego, w latach 1955–1956 minister tego resortu. Następnie od 1958 podsekretarz stanu w Urzędzie Rady Ministrów oraz zastępca przewodniczącego Komitetu Współpracy Gospodarczej i Naukowo-Technicznej z Zagranicą, następnie do 1968 zastępca przewodniczącego Komisji Planowania przy Radzie Ministrów.
W 1946 otrzymał Złoty Krzyż Zasługi, a w 1957 Order „Znak Honoru” (ZSRR).
Pochowany na wojskowych Powązkach (kwatera A3 TUJE 1-46).